# 1907年7月10日日食
1907年7月10日日食是一次日環食，發生於1907年7月10日。新月當天（即朔日），地球上觀測到月球和太阳的角距離極小，此時月球如果恰好在月球交點附近，穿過太阳和地球之間，與地球、太阳接近一直線，則會出現日食。月球穿過太阳和地球之間，但距地球較遠，本影未能接觸地表，而使偽本影覆蓋的區域內看到月球的角直徑小於太陽，就形成日環食，同時在偽本影兩側數千公里的半影範圍內形成日偏食。此次日環食經過了智利、玻利維亞、巴西，日偏食則覆蓋了整個南美洲及周邊部分地區。

## 日食概況

### 出現區域
太平洋東南部、復活節島東南約1100公里處的洋面在日出時最先看到日環食，此後月球偽本影向東北移動，覆蓋了智利本土以外的德斯文圖拉多斯群島，從智利北部海岸登上南美洲，穿過玻利維亞後在巴西戈亞斯州南部達到最大食分。此後偽本影逐漸轉向東南，進入南大西洋，最終在日落時分結束於戈夫岛以東約830公里的洋面。
偽本影經過的陸地依次包括：
- 智利：瓦爾帕萊索大區的德斯文圖拉多斯群島、塔拉帕卡大區南半部（今塔拉帕卡大區中南部）、安托法加斯塔大區北部；
- 玻利维亚：自西南向東北斜貫波托西省北部，經過奧魯羅省南部、丘基薩卡省北部、科恰班巴省東南部，斜貫聖克魯斯省中部偏南，其中苏克雷是本次環食帶內唯一首都；
- 巴西：經過今馬托格羅索州南部和南馬托格羅索州北部，自西向東橫貫戈亞斯州中部偏南，擦過聯邦區極西南角，斜貫米納斯吉拉斯州中部偏北，經過聖埃斯皮里圖州中北部和巴伊亞州極南端，其中在戈亞斯州南部達到最大食分。[3][4]

除了上述狹窄的環食帶內能看到日環食之外，月球半影覆蓋範圍內都能看到日偏食，包括整個南美洲、巴拿馬地峽、小安地列斯群岛、非洲西南部海岸、南極半島北端。

### 基本參數
- 類型：日環食
- 食甚中心處（位於巴西戈亞斯州南部）資料：
  - 時間：1907年7月10日15:24:25.3
  - 地點：16°54.5′S 50°54.1′W / 16.9083°S 50.9017°W
  - 食分：0.9456（環食帶內最大）
  - 日環食持續時間：7分23.0秒

## 相關的日食

### 1906-1909年的日食
月球交替位於相對的月球交點時，以半個交點年（食年），即約177天又4小時間隔出現下列日食。
註：1906年2月23日和1906年8月20日的日偏食屬於上一組交點年系列。
| 升交點   | 升交點                   |          | 降交點                    | 降交點 |
| 沙羅周期 | 地圖                     | 沙羅周期 | 地圖                      |        |
| 115      | 1906年7月21日 偏食（南） | 120      | 1907年1月14日 全食        |        |
| 125      | 1907年7月10日 環食       | 130      | 1908年1月3日 全食         |        |
| 135      | 1908年6月28日 環食       | 140      | 1908年12月23日 全環食     |        |
| 145      | 1909年6月17日 全環食     | 150      | 1909年12月12日 偏食（南） |        |

### 沙羅周期
沙羅周期長度為18年11天。本次日食屬於沙羅周期125，共包含73次日食，依次為1060年2月4日至1258年6月3日的12次日偏食、1276年6月13日至1330年7月16日的4次日全食、1348年7月26日至1366年8月7日的2次全環食（亦稱混合食）、1384年8月17日至1979年8月22日的24次日環食、1997年9月2日至2358年4月9日的21次日偏食，總共歷時1298.17年。其中最長的全食發生於1294年6月25日，共持續了1分11秒。
下表列舉了1901年至2100年間發生的屬於該周期的日食，是第48至58次：
| 48             | 49             | 50            |
| -------------- | -------------- | ------------- |
| 1907年7月10日  | 1925年7月20日  | 1943年8月1日  |
| 51             | 52             | 53            |
| 1961年8月11日  | 1979年8月22日  | 1997年9月2日  |
| 54             | 55             | 56            |
| 2015年9月13日  | 2033年9月23日  | 2051年10月4日 |
| 57             | 58             |               |
| 2069年10月15日 | 2087年10月26日 |               |

## 資料來源
1. ↑  樊忠玉. . 中国天文科普网.   [2016-04-05]. （原始内容存档于2014-09-17）.
2. 1 2  Fred Espenak. . NASA Eclipse Web Site.   [2016-04-05]. （原始内容存档于2020-10-24）.（英文）
3. ↑  Fred Espenak. . NASA Eclipse Web Site.   [2016-04-05]. （原始内容存档于2020-10-20）.（英文）
4. ↑  Xavier M. Jubier. .   [2016-04-05]. （原始内容存档于2019-10-29）.（法文）（英文）
5. ↑  Fred Espenak. . NASA Eclipse Web Site.   [2016-04-05]. （原始内容存档于2017-12-28）.（英文）
6. ↑  Fred Espenak. . NASA Eclipse Web Site.（英文）

## 外部連結
- NASA日食專頁（页面存档备份，存于）（英文）
- 可見區域圖和時間統計：由弗雷德·埃斯佩纳克做出的日食預報，NASA/GSFC
  - Google互動地圖呈現的日食範圍
  - 貝塞爾元素
- Google地圖顯示的日環食和日偏食範圍（页面存档备份，存于）（法文）（英文）

| \| \| 日食 \|                             |                              |                                          |
| 上一次日食： 1907年1月14日日食 （日全食） | 1907年7月10日日食 （日環食） | 下一次日食： 1908年1月3日日食 （日全食） |
| 上一次日環食： 1905年3月6日日食           | 1907年7月10日日食 （日環食） | 下一次日環食： 1908年6月28日日食         |
|                                           | 日食                         |                                          |